# Требование (психоанализ)
В лакановском психоанализе требование (фр. demande) — это способ, которым инстинктивные потребности человека отчуждаются посредством языка и значения. Концепция требования была разработана Жаком Лаканом в связи с понятиями потребности и желания, чтобы объяснить роль речи в человеческих устремлениях.Концепцию требования Лакан противопоставил подходу эго-психологии к овладению языком.

## Овладение языком
Для Лакана требование является результатом овладения языком в связи с физическими потребностями: желания человека автоматически фильтруются через отчужденную систему внеположных означающих.
Если в классическом психоанализе, овладение речью — основной шаг «Я» в освоении мира, возможность контроля, то Лакан, наоборот, указал на более коварный аспект погружения человека в язык.
Он утверждал, что «требование конституирует Другого как уже обладающего „привилегией“ удовлетворять потребности» и что, действительно, биологические потребности ребёнка сами по себе изменяются «условием, налагаемым на него существованием дискурса, чтобы его потребность могла пройти через ущелья означающего». Таким образом, даже при высказывании своих требований, последние изменяются; и даже когда они удовлетворяются, ребёнок обнаруживает, что он больше не хочет того, чего, как ему казалось, он хотел.

## Желание
Согласно лакановской мысли, требование возникает, когда нехватка в Реальном переходит в Символический порядок языка. Требования точно выражают бессознательные означающие образования, но всегда оставляют после себя остаток или ядро желания, представляющее утраченный излишек наслаждения для субъекта (поскольку Реальное никогда не может быть полностью символизировано).
Как следствие, по Лакану, «желание находится в зависимости от требования, которое, будучи артикулированным в означающих, оставляет метонимический остаток, который проходит под ним». Фрустрация, присущая требованию — чего бы на самом деле мы ни просили, это «не то» — вот что порождает желание.

## Требования Другого
Первым посредником требований общества является Мать; с её дискурсом младенец постепенно идентифицирует себя, подчиняя ему своё собственное невербальное самовыражение.
В невротической структуре, это проявляется в преобладании родительского требования и социальных объектов, обладающих значением в таких требованиях, — работы, учёных степеней, брака, успеха, денег и тому подобного. Лакан действительно считал, что для невротика «требование Другого берёт на себя функцию объекта в его фантазме … невротик позволяет этому требованию превалировать».

## Перенос
Лакан считал, что перенос проявляется в форме требований со стороны пациента — требований, которым, как он подчеркивал, аналитик должен сопротивляться.
Благодаря таким требованиям, утверждает он, «всё прошлое открывается вплоть до раннего младенческого возраста. Субъект никогда не делал ничего, кроме требования, иначе он не смог бы выжить, и… в регрессии проявляется не что иное, как возврат к используемым в требованиях означающим» .
Франсуа Рустан оспорил лакановскую точку зрения, утверждая, что требование пациента не подрывает анализ и может стать позитивной попыткой заставить аналитика сместить свою терапевтическую позицию.